# 조형익
조형익(趙亨翼, 1985년 9월 13일 ~ )은 대한민국의 축구 선수이다. 포지션은 미드필더이다.

## 클럽 경력
2008 K리그 드래프트를 통해 대구 FC에 입단하여 2008 K리그에서 22경기에 출장하여 1골 3도움을 올렸다. 2009 시즌에는 정규 리그에서 27경기 3골을 기록하였다.
2015년 내셔널리그 대전코레일로 이적해 2016년까지 41경기 6골 3도움을
2017년에 내셔널리그 천안시청으로 팀을 옮겨 첫해는 25경기 4골 1도움을 기록하고 현재 내셔널리그에서 공격수로 활약중이다.